# New York County Courthouse
New York County Courthouse, även benämnd som New York State Supreme Court Building, är en domstolsbyggnad belägen i området Civic Center på nedre Manhattan i New York. 
Byggnaden har gatuadressen 60 Centre Street vid Foley Square och är säte för flera avdelningar inom New York Supreme Court.

## Arkitektur
Byggnaden ritades av Guy Lowell i nyantik stil och uppfördes mellan 1913 och 1927, färdigställandet försenades av första världskriget. Den uppfördes som ersättning för Tweed Courthouse (även kallad för Old New York County Courthouse) på Chambers Street. Byggnaden är en sexhörning (hexagonal) och har fasad av granit.
Ovanför kolonnaden på entablementet står en text (the true administration of justice is the firmest pillar of good government) som är en parafras av ett citat (the due administration of justice is the firmest pillar of good Government) från USA:s president George Washington i ett brev till USA:s justitieminister Edmund Randolph, daterat 28 september 1789.
Både byggnadens exteriör och interiör har utsetts som New York City Landmark av New York City Landmarks Preservation Commission (LPC): för exteriören togs det beslutet 1 februari 1966 samt för interiören 24 mars 1981.

## Populärkultur
Domstolsbyggnadens front och trappa är en frekvent förekommande inspelningsplats för både långfilmer och TV-serier. Byggnadens trappa är en frekvent inspelningsplats för Law & Order och dess spinoff-serier.

## Se även

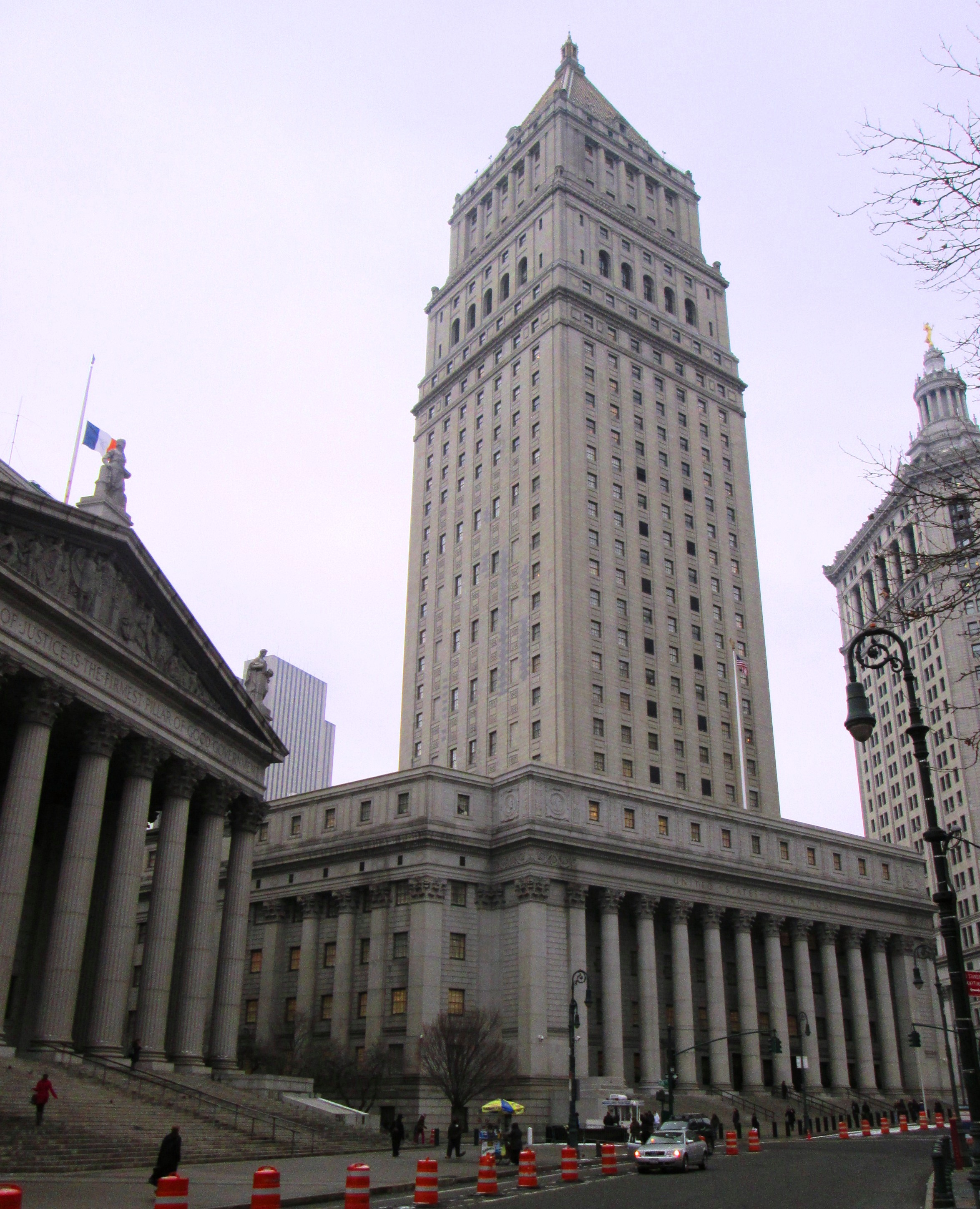
Granne söder om New York County Courthouse står Thurgood Marshall United States Courthouse.